# NGC 5966
NGC 5966 је елиптична галаксија у сазвежђу Волар која се налази на NGC листи објеката дубоког неба.
Деклинација објекта је + 39° 46' 9" а ректасцензија 15h 35m 52,2s. Привидна величина (магнитуда) објекта NGC 5966 износи 12,3 а фотографска магнитуда 13,3. NGC 5966 је још познат и под ознакама UGC 9923, MCG 7-32-32, CGCG 222-28, near SAO 64799/64800, PGC 55552.